# Joanis Teodoropulos
Joanis Teodoropulos (gr. Ιωάννης Θεοδωρόπουλος; ur. w Eurytanii, data urodzenia i śmierci nieznana) – grecki lekkoatleta (tyczkarz), uczestnik igrzysk olimpijskich w 1896

## Igrzyska w Atenach w 1896
Joanis Teodoropulos wystartował w konkurencji skoku o tyczce. Grek uzyskał wynik 2,60 m, co dało mu 3. miejsce wspólnie z innym Grekiem Ewangelosem Damaskosem. Greccy zawodnicy byli wyraźnie słabsi od Amerykanów. Gdy Teodoropulos i jego koledzy skończyli już swój udział w zawodach Amerykanie dopiero rozpoczynali swoje zmagania.